# Koniec romansu (film 1999)
Koniec romansu (ang. The End of the Affair) – amerykańsko-brytyjski melodramat wojenny z 1999 roku w reżyserii Neila Jordana. Ekranizacja powieści pod tym samym tytułem autorstwa Grahama Greene’a.
Zdjęcia kręcono w Londynie i w Brighton. Akcja rozgrywa się w brytyjskiej stolicy podczas II wojny światowej.

## Obsada
- Ralph Fiennes jako Maurice Bendrix
- Julianne Moore jako Sarah Miles
- Stephen Rea jako Henry Miles
- Heather-Jay Jones jako Pokojówka Henry’ego
- James Bolam jako Pan Savage
- Ian Hart jako Pan Parkis
- Sam Bould jako Lance Parkis
- Cyril Shaps jako Kelner
- Simon Fisher Turner jako Doktor Gilbert
- Jason Isaacs jako Ojciec Richard Smythe
- Deborah Findlay jako Panna Smythe
- Nicholas Hewetson jako Warden

i inni